# The Bootleg Series Vol. 9: The Witmark Demos: 1962-1964
The Bootleg Series Vol. 9: The Witmark Demos: 1962-1964 es un álbum recopilatorio del músico estadounidense Bob Dylan publicado por la compañía discográfica Columbia Records en octubre de 2010. El álbum, que supone el noveno volumen de la colección The Bootleg Series, recoge 47 demos grabadas por Dylan con guitarra acústica y armónica para sus dos primeras editoriales, Leeds Music y M. Witmark & Sons, entre 1962 y 1964.
Previo a la publicación de The Witmark Demos, solo cuatro canciones fueron publicadas de forma oficial por Columbia: tres de ellas vieron la luz en el álbum The Bootleg Series Volumes 1-3 (Rare & Unreleased) 1961-1991, mientras que una versión de «Don't Think Twice, It's All Right» se incluyó en The Bootleg Series Vol. 7: No Direction Home: The Soundtrack, publicado en 2005. Aunque Dylan grabó a posteriori nuevas versiones de las canciones para álbumes de estudio, The Witmark Demos incluye quince canciones que solo vieron la luz previamente en grabaciones pirata.
The Witmark Demos fue publicado en dos formatos físicos: en doble disco compacto y en cuatro LP. Ambas publicaciones incluyeron un libro con reseñas históricas del historiador Colin Escott junto a fotografías de Dylan del periodo en que se grabaron las canciones. Con la compra de The Witmark Demos, varias tiendas como Amazon regalaron In Concert - Brandeis University 1963, un concierto inédito publicado de forma oficial por Columbia un año después. El álbum alcanzó el puesto doce en la lista estadounidense Billboard 200 en su primera semana.

## Historia

### Demos de Leeds Music
Dylan grabó su primer álbum, Bob Dylan, en noviembre de 1961 con 20 años. El álbum incluyó dos composiciones propias, «Song To Woody» y «Talkin' New York», escritas tras su llegada a la ciudad de Nueva York en enero del mismo año. Durante las sesiones grabó también otra composición propia, «Man on the Street», que no apareció en el álbum.
John H. Hammond, el productor musical del álbum y su descubridor para Columbia, concertó una cita entre el músico y el publicista Lou Levy en Leeds Music Publishing. Durante la reunión, Levy le ofreció un avance de 1 000 dólares y un contrato con Duchess Music, una subsidiaria de Leeds Music, que Dylan firmó el 5 de enero de 1962. en el contrato, además de publicar las canciones de Dylan y de pagar los respectivos royalties por ventas de otros artistas, Levy sugirió la posibilidad de producir un libro de canciones cuando tuviese suficiente material. Dylan volvió a ver a Levy al cabo de una semana y grabó cinco canciones en una única sesión: «Poor Boy Blues», «Ballad for a Friend», «Rambling, Gambling Willie», «Talkin' Bear Mountain Picninc Massacre Blues» y «Standing on the Highway», a las que sumó las dos canciones descartadas de su primer álbum. Tras firmar con Leeds, Dylan impulsó con vigor la composición de nuevas canciones. Tal y como describió años después: «Escribía en cualquier sitio en el que me encontraba. Pasé un día entero sentado en la mesa de la esquina de una cafetería, solo escribiendo lo que pasaba por mi cabeza».

### Demos de M. Witmark & Sons
En la primavera de 1962, el representante Albert Grossman comenzó a mostrar interés en contratar a Dylan. Como uno de los organizadores del primer Festival de Folk de Newport en 1959 y representante de varios cantantes de folk, Grossman había creado un grupo con tres de sus representados, Peter, Paul & Mary. Grossman había estado viendo a Dylan en distintos conciertos durante un año y jugó un papel periférico en varios eventos que llevaron a su contratación final por Columbia. Mientras negociaba el contrato de Peter, Paul y Mary con Warner Bros. Records, acordó un trato con Music Publishers' Holding Company, una editorial líder en el mundo de la música propiedad de Warner. El trato, firmado en primavera, otorgó a Grossman la mitad de los royalties sobre derechos de autor de cualquier artista que fichara para la editorial. Dylan se convirtió en su primer objetivo.
Grossman propuso que Dylan firmara con la editorial M. Witmark & Sons, una de las ocho subsidiarias de MPHC. Tras tocar varias canciones para el ejecutivo Artie Mogull, Dylan mencionó que tenía un contrato con Leeds Music, lo cual suponía un problema para una firma con M. Witmark & Sons. En julio de 1962, recibió 1 000 dólares y rescindió su contrato con Leeds, lo cual tuvo lugar durante una época en la que aún no había publicado sus trabajos más reconocidos. Dylan firmó un nuevo contrato con Witmark & Sons el 12 de julio y grabó una demo de «Blowin' in the Wind» para la compañía. Cuatro meses después, Dylan volvió a grabar una nueva canción, «Ye Playboys and Playgirls», y en diciembre, volvió a la compañía para mostrar siete nuevas composiciones, entre las que se incluían «A Hard Rain's a-Gonna Fall», «Ballad of Hollis Brown» y «Tomorrow Is a Long Time».
En total, Dylan visitó Witmark & Sons una docena de veces, y registró sus últimas canciones a mediados de 1964. Grabó un total de 39 canciones para Witmark, todas ellas publicadas en The Witmark Demos junto con las ocho canciones registradas para Leeds.

## Producción
Las demos de Leeds Music y S. Witmark & Sons no fueron comercializadas por el propio Dylan, sino que se vendieron a otros artistas para que regrabasen las canciones. Las sesiones tuvieron lugar en un pequeño estudio en las oficinas de Witmark en el Look Building, situado en la Calle 51 de Nueva York, y fueron registradas por un ingeniero en un magnetófono. Para ahorrar en cinta, las demos fueron grabadas a 7,5 pulgadas por segundo, la mitad de la velocidad utilizada en estudios profesionales. A continuación, un empleado de Witmark & Sons transcribía la letra y la música de las cintas, y enviaba las partituras de las canciones a otras compañías. Cuando un artista de otra compañía mostraba interés en una canción, Witmark & Sons grababa un acetato, un tipo de grabación en plástico de bajo coste que se enviaba al artista para su previsualización.

## Derechos de autor
Los derechos de autor por la venta de las canciones eran pagados a Witmark & Sons, que daba a Dylan su dos por ciento correspondiente por disco, el cual a su vez compartía la mitad de las ganancias con Grossman. De forma adicional, Grossman recibía el 25% de los pagos de Dylan bajo términos de su contrato de representación, que firmaron el 20 de agosto de 1962, seis semanas después del acuerdo entre el músico y Witmark & Sons. Tiempo después, Dylan y Grossman crearon su propia editorial, Darf Music, en un contrato firmado a mediados de 1965 y fechado en enero del mismo año. A finales de 1965, un año después de que grabara sus últimos demos para Witmark, Music Publishers' Holding Company publicó en el diario Billboard que se habían registrado al menos 237 grabaciones a partir de las demos de Dylan.

## Recepción
The Witmark Demos obtuvo reseñas favorables de la crítica musical, con una puntuación de 86 sobre 100 en la web Metacritic basada en ocho críticas. En su crítica para Allmusic, Stephen Thomas Erlewine comentó sobre las canciones del álbum: «...nunca habían sido presentadas de forma tan completa y de forma tan fidedigna como en este doble disco».

## Lista de canciones
Todas las canciones escritas y compuestas por Bob Dylan. 
| Disco uno |                                               |          |  |
| N.º       | Título                                        | Duración |  |
| 1.        | «Man on the Street»                           | 1:07     |  |
| 2.        | «Hard Times in New York Town»                 | 1:57     |  |
| 3.        | «Poor Boy Blues»                              | 3:01     |  |
| 4.        | «Ballad For A Friend»                         | 2:23     |  |
| 5.        | «Rambling, Gambling Willie»                   | 3:08     |  |
| 6.        | «Talking Bear Mountain Picnic Massacre Blues» | 3:42     |  |
| 7.        | «Standing On The Highway»                     | 2:32     |  |
| 8.        | «Man On The Street»                           | 1:30     |  |
| 9.        | «Blowin' in the Wind»                         | 2:38     |  |
| 10.       | «Long Ago, Far Away»                          | 2:29     |  |
| 11.       | «A Hard Rain's a-Gonna Fall»                  | 6:49     |  |
| 12.       | «Tomorrow Is A Long Time»                     | 3:46     |  |
| 13.       | «The Death of Emmett Till»                    | 4:32     |  |
| 14.       | «Let Me Die In My Footsteps»                  | 1:37     |  |
| 15.       | «Ballad of Hollis Brown»                      | 4:08     |  |
| 16.       | «Quit Your Low Down Ways»                     | 2:50     |  |
| 17.       | «Baby, I'm In The Mood For You»               | 1:36     |  |
| 18.       | «Bound To Lose, BOund To Win»                 | 1:19     |  |
| 19.       | «All Over You»                                | 3:52     |  |
| 20.       | «I'd Hate To Be You On That Dreadful Day»     | 2:00     |  |
| 21.       | «Long Time Gone»                              | 3:46     |  |
| 22.       | «Talkin' John Birch Paranoid Blues»           | 3:17     |  |
| 23.       | «Masters of War»                              | 4:23     |  |
| 24.       | «Oxford Town»                                 | 2:33     |  |
| 25.       | «Farewell»                                    | 3:58     |  |

| Disco dos |                                     |          |  |
| N.º       | Título                              | Duración |  |
| 1.        | «Don't Think Twice, It's All Right» | 3:38     |  |
| 2.        | «Walkin' Down The Line»             | 3:23     |  |
| 3.        | «I Shall Be Free»                   | 4:30     |  |
| 4.        | «Bob Dylan's Blues»                 | 1:58     |  |
| 5.        | «Bob Dylan's Dream»                 | 3:53     |  |
| 6.        | «Boots of Spanish Leather»          | 5:49     |  |
| 7.        | «Walls of Red Wing»                 | 3:09     |  |
| 8.        | «Girl from the North Country»       | 3:13     |  |
| 9.        | «Seven Curses»                      | 1:36     |  |
| 10.       | «Her Blues»                         | 3:36     |  |
| 11.       | «Watcha Gonna Do?»                  | 3:28     |  |
| 12.       | «Gypsy Lou»                         | 3:45     |  |
| 13.       | «Ain't Gonna Grieve»                | 1:28     |  |
| 14.       | «John Brown»                        | 4:19     |  |
| 15.       | «Only A Hobo»                       | 2:25     |  |
| 16.       | «When the Ship Comes In»            | 2:56     |  |
| 17.       | «The Times They Are a-Changin'»     | 3:03     |  |
| 18.       | «Paths Of Victory»                  | 4:11     |  |
| 19.       | «Guess I’m Doing Fine»              | 4:08     |  |
| 20.       | «Baby Let Me Follow You Down»       | 1:56     |  |
| 21.       | «Mama, You Been On My Mind»         | 2:14     |  |
| 22.       | «Mr. Tambourine Man»                | 5:55     |  |
| 23.       | «I’ll Keep It With Mine»            | 3:34     |  |

## Posición en listas
| País              | Lista                   | Posición |
| ----------------- | ----------------------- | -------- |
| Alemania          | Media Control Charts    | 24       |
| Austria           | Ö3 Austria Top 40       | 46       |
| Bélgica (Flandes) | Ultratop 200 Albums     | 64       |
| Bélgica (Valonia) | Ultratop 200 Albums     | 24       |
| Dinamarca         | Album Top 40            | 22       |
| España            | Promusicae Music Charts | 32       |
| Estados Unidos    | Billboard 200           | 12       |
| Francia           | SNEP Albums Chart       | 56       |
| Noruega           | VG-lista Top 40 Albums  | 5        |
| Países Bajos      | Mega Albums Top 100     | 19       |
| Reino Unido       | UK Albums Chart         | 18       |
| Suecia            | Albums Top 60           | 5        |
| Suiza             | Swiss Top Albums 100    | 21       |